# Drive-In (canción)
«Drive-In» es una canción escrita por Brian Wilson y Mike Love para la banda de rock estadounidense The Beach Boys. Fue editada como la décima pista de All Summer Long de 1964. No fue originalmente acreditado a Love hasta después de una demanda de 1990 para los créditos en composición de varias canciones de la banda.
La canción fue grabada poco después del lanzamiento de Little Deuce Coupe en octubre de 1963. Una versión alternativa de "Drive-In", con letras de "Little Saint Nick", fue grabada, pero permaneció inédita hasta una reedición en CD de 1991.